# Chiesa della Beata Vergine Assunta (Villadossola)
La chiesa Santa Maria Assunta che sorge a Villadossola in località Piaggio costituisce un'importante testimonianza di arte romanica, sia per la sua vetusta origine (VIII - IX secolo), sia e per gli affreschi del XII secolo che vi sono conservati.

## Storia e struttura architettonica
La chiesa si erge su uno sperone di roccia sulla sponda destra del torrente Ovesca e si presenta oggi con una struttura architettonica curiosamente composta da due chiese con absidi binate sovrapposte.
La sua posizione sopraelevata e la dicitura “castello” che compare in antichi documenti come toponimo del luogo, fanno supporre che la primitiva costruzione fosse una cappella castrense al servizio di una fortificazione posta a guardia della via “francisca” che percorreva la valle biforcandosi in quei luoghi tra il percorso che andava verso la valle Antrona o verso Domodossola.
L'antica cappella castrale viene oggi identificata con la cappella verso settentrione delle due che si osservano oggi dall'esterno, sotto il livello stradale, e sulle quali si innalzano le due absidi della seconda chiesa. La datazione di tale primitiva costruzione (che è raggiungibile nella sua posizione ipogea attraverso una porta sottostante la sacrestia e percorrendo un corridoio sotterraneo che attraversa l'intera chiesa) viene datata al secolo VIII o IX, quindi in epoca carolingia o addirittura longobarda, collocandosi così tra le testimonianze più antiche di architettura sacra in Val d'Ossola. Essa si presenta come cappella ad aula unica con abside semircolare rivolta canonicamente verso est, illuminata da due monofore a doppia strombatura e con tracce di affreschi.
Si può ipotizzare che, per ragioni di spazio, questa primitiva angusta costruzione sia stata più tardi ampliata scavando la roccia verso occidente: ne fu dunque raddoppiata la larghezza e venne aggiunta un'altra abside.
In assenza di documenti storici, si può solo congetturare che la chiesa primitiva sia stata interrata un'alluvione prodotta, come spesso poteva succedere, dallo straripamento dell'Ovesca, e che pertanto si sia deciso, nel corso dell'XI secolo, di procedere alla costruzione di una nuova chiesa in posizione più elevata, con due navate che si appoggiano perfettamente sopra quelle dell'antica costruzione, e con un'aula unica che si estende ad ovest accordandosi alle sporgenze rocciose. Si procedette a questo scopo al rafforzamento delle aule sottostanti con un pilastro centrale e con volte a crociera, adottando soluzioni che ricordano quella delle cripte. In effetti si può ritenere, in virtù delle sopravvissute tracce di affresco, che la chiesa inferiore abbia continuato a funzionare come cripta almeno sino al XV secolo.
Le pareti della nuova chiesa mostrano una tecnica costruttiva alquanto rozza (soprattutto se la si confronta con la vicinissima chiesa di San Bartolomeo), realizzate facendo uso essenzialmente di ciottoli di fiume tenuti assieme da abbondanti strati di malta. Il campanile appartiene all'incirca allo stesso periodo, ma fu realizzato da maestranze diverse.
La chiesa fu oggetto di ulteriore ingrandimento verso la fine del XVI secolo, aprendo nel muro meridionale due archi in modo da mettere in comunicazione la chiesa con un'altra navata più piccola coperta da volte a crociera; a tale aula si è poi appoggiata la sacrestia. Una nuova porta fu aperta nel 1878 nella parete settentrionale destinata a fungere da ingresso principale.

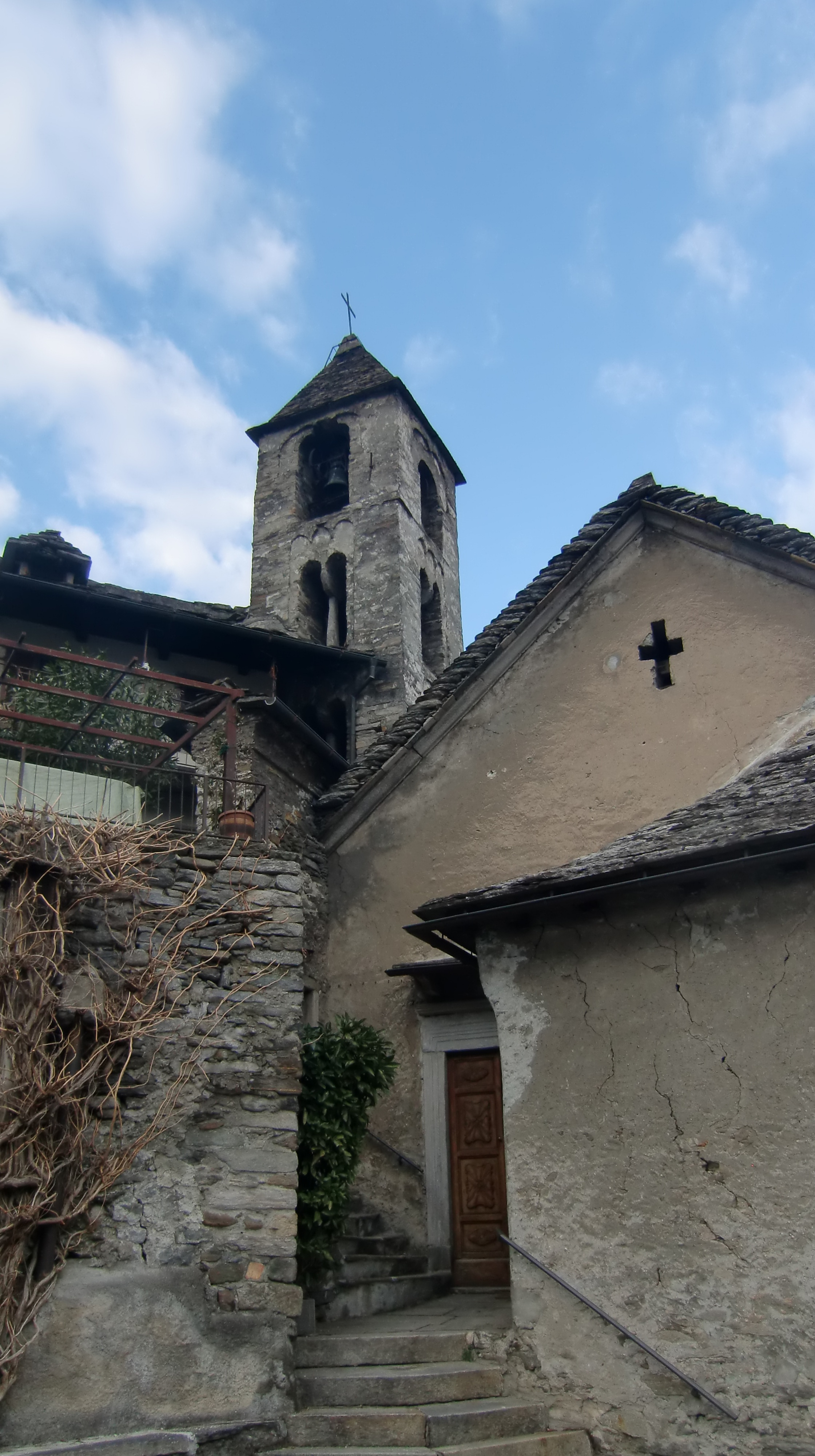
Altra immagine della chiesa
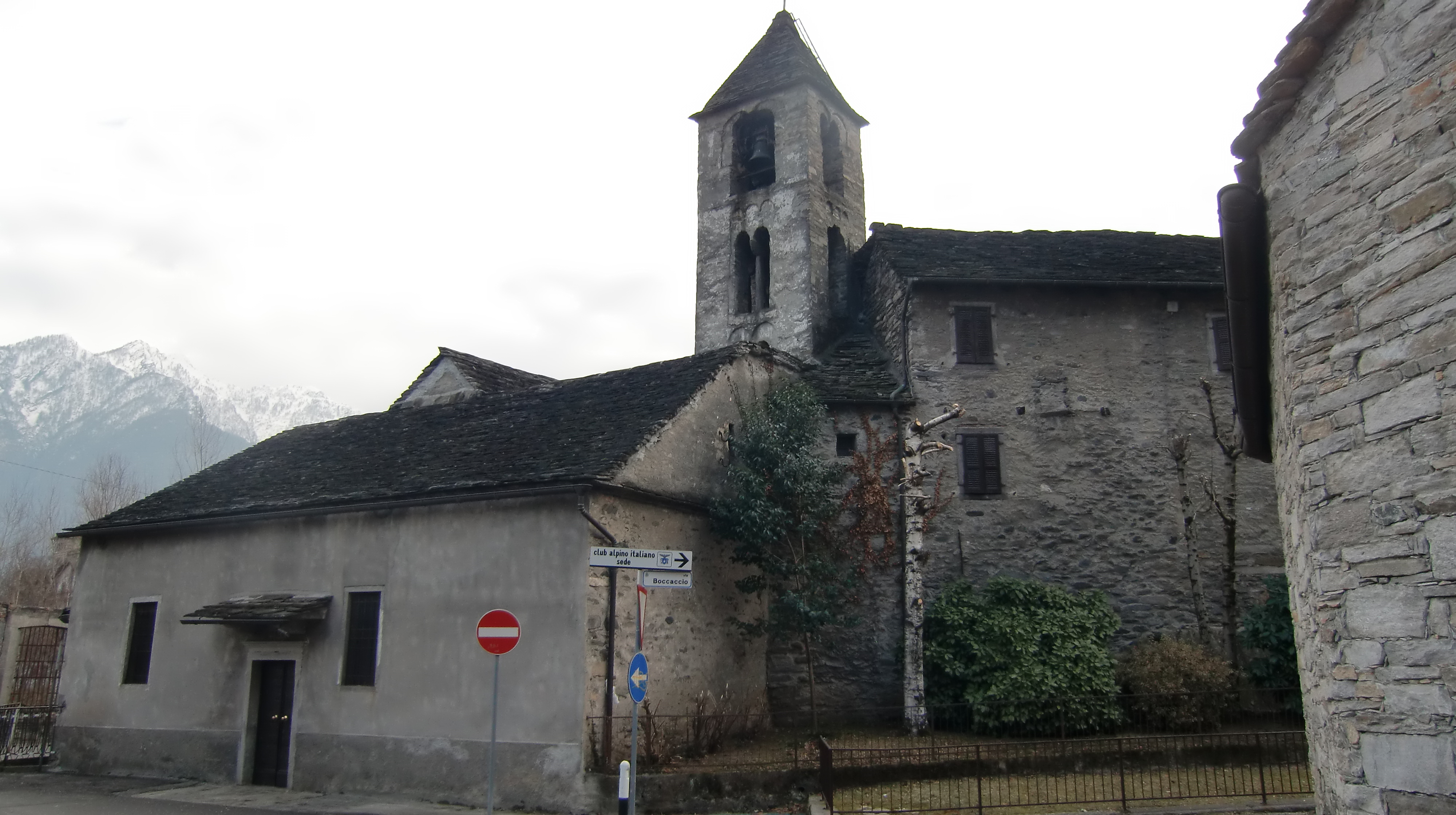
Ingresso sulla parete settentrionale

## Gli affreschi romanici
Una specifica menzione meritano gli affreschi romanici presenti nell'abside settentrionale della chiesa superiore. Si tratta di affreschi che vengono datati verso la fine del XII secolo o al XIII secolo, ma che stilisticamente si rifanno ai modelli ieratici propri della precedente pittura romanica, modelli che mostrano una forte persistenza nei territori alpini.
Nel catino absidale troviamo una raffigurazione della cosiddetta Trinità all'altare, vale a dire della Trinità raffigurata come triplice immagine di Cristo, con le tre Persone identiche tra loro assise frontalmente ad una mensa e recanti il calice eucaristico. Si tratta di una delle rappresentazioni iconografiche di questo tipo più antiche che si conoscano.
Più in basso, sulla parete cilindrica dell'abside, troviamo sei figure di Apostoli, a gruppi di due, separati dalle monofore che illuminano l'aula. Un'altra serie di sei Apostoli doveva essere presente nell'abside meridionale.

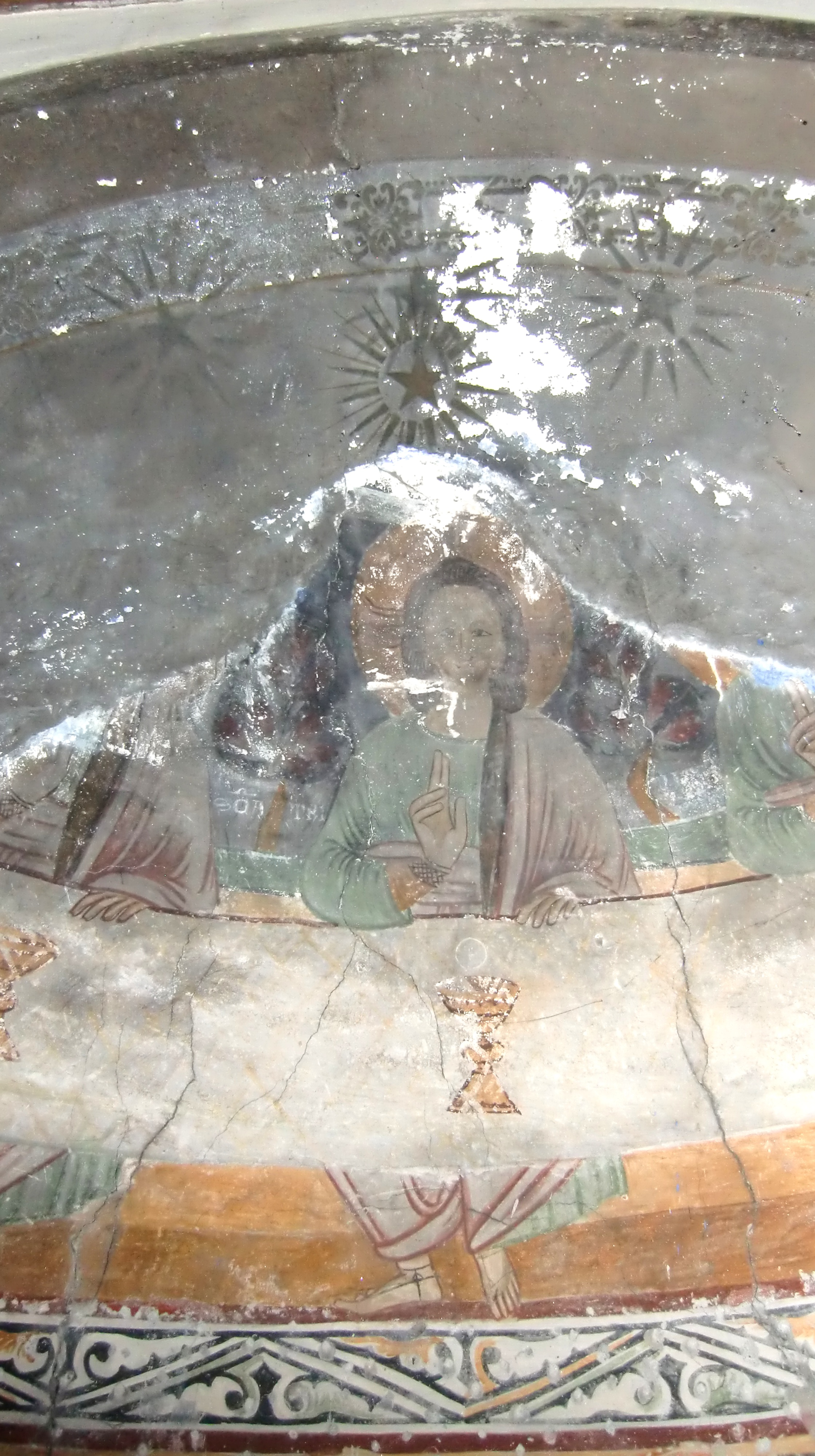
Trinità all'altare (particolare)
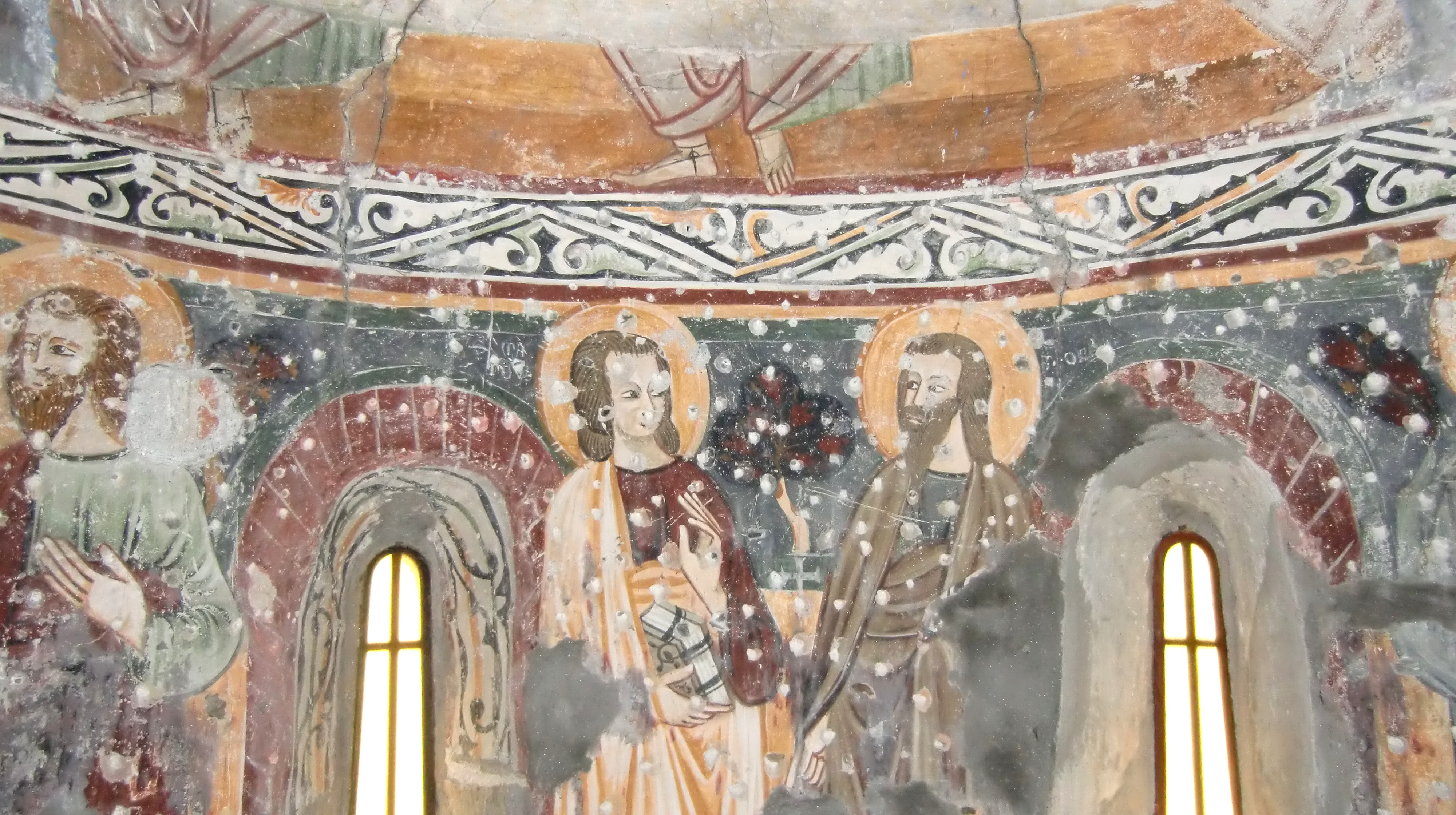
Figure di Apostoli
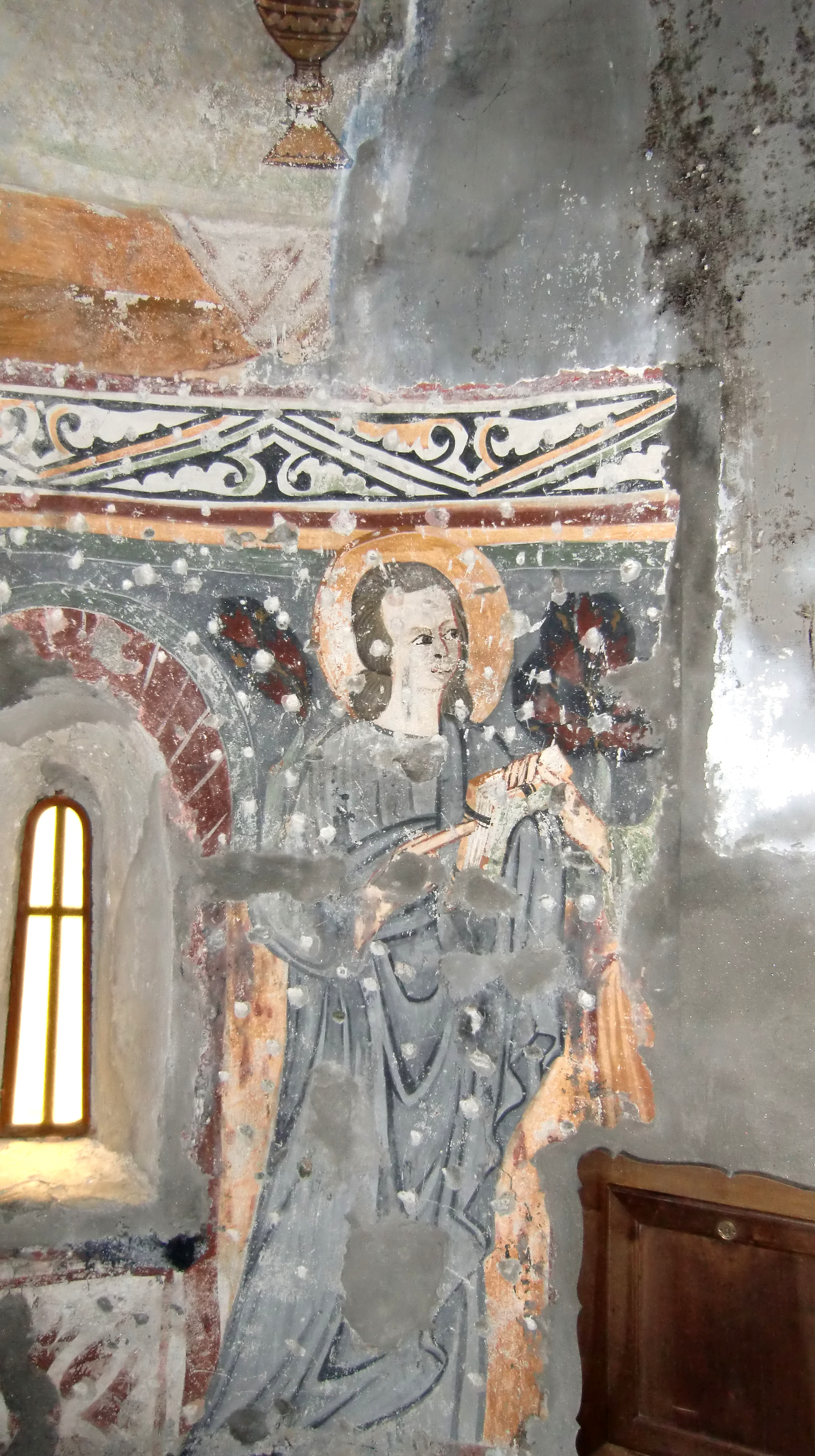
Figure di Apostoli